# Tribunal de Contas do Estado de Goiás
O Tribunal de Contas do Estado de Goiás (TCE-GO), com sede em Goiânia, fiscaliza o uso de recursos públicos pela administração pública do estado de Goiás, com o objetivo de assegurar que sejam bem aplicados e evitar irregularidades como fraudes, desvios, desperdício e atos de corrupção.
Qualquer pessoa ou entidade que faça uso de bens públicos do Estado deve prestar contas ao Tribunal. O Tribunal analisa essas contas e determina se os administradores agiram com legalidade, economicidade e moralidade.
Junto ao Tribunal de Contas do Estado funciona o Ministério Público Especial, representado pela Procuradoria Geral de Contas. Em sua função de guarda da lei e fiscal de sua execução, o MP Especial participa de todas as sessões de julgamento e manifesta-se em todos os assuntos sujeitos a decisão do Tribunal.

## História
Criado pela Constituição Estadual de 1947, o Tribunal de Contas do Estado de Goiás foi instalado no dia 1º de setembro de 1952 (data considerada como o início, de fato do TCE-GO). Foram nomeados Joaquim Taveira, Carlos Dayrell, Joaquim Gomes Filho e Hegesipo de Campos Meirelles, os três primeiros "juízes" (designação que se dava aos atuais "conselheiros") e o último, "procurador" (atualmente “procurador de contas").
Os primeiros presidente e vice-presidente foram, respectivamente, Joaquim Taveira e Carlos Dayrell.
O Regimento Interno do Tribunal foi aprovado em sessão de 13/02/53. O Tribunal passou a funcionar no prédio nº 4 (hoje 332) da antiga Praça Cívica (hoje Praça Pedro Ludovico Teixeira) no dia 13 de fevereiro de 1953. Em 2016, o TCE-GO mudou-se para a Av. Ubirajara Berocan Leite, Nº 640. Setor Jaó.
Em 1967, o Tribunal teve uma modificação significativa com a aprovação de sua Lei Orgânica e Regimento Interno. Foi uma reestruturação completa, passando o TCE a fiscalizar, inclusive, as sociedades de economia mista, uma medida pioneira em todo o Brasil. Essa legislação foi modificada posteriormente com as novas Constituições Federal (1988) e do Estado (1989), Lei Orgânica (Lei nº 16.168/2007 e alteração) e Regimento Interno (Resolução TC nº 22/2008  e alterações).

## Composição
O Tribunal de Contas é composto por sete conselheiros, assessorados por um corpo técnico de cerca de 700 servidores. Sua estrutura organizacional é apoiada nas seguintes diretorias e coordenações: Chefia de Gabinete da Presidência, Secretaria de Controle Externo, Secretaria de Administração e Secretaria Geral.
De acordo com a Constituição Estadual, os conselheiros são escolhidos da seguinte forma: três pelo governador do Estado, com a aprovação da Assembleia Legislativa, sendo dois alternadamente dentre auditores e membros do Ministério Público junto ao Tribunal, e quatro pela Assembleia Legislativa. 
O conselheiro tem mandato vitalício, com aposentadoria compulsória ao completar 75 anos de idade.

### Presidentes
Lista dos presidentes do tribunal desde a sua fundação:
| Joaquim Taveira                                          | 1952-1953 |
| Joaquim Gomes Filho                                      | 1954      |
| Carlos Dayrell                                           | 1955      |
| Joaquim Taveira                                          | 1956      |
| Joaquim Gomes Filho                                      | 1957      |
| Carlos Dayrell                                           | 1958      |
| Misach Ferreira Júnior                                   | 1959      |
| Joaquim Gomes Filho                                      | 1960      |
| Carlos Dayrell                                           | 1961      |
| Misach Ferreira Júnior                                   | 1962      |
| Joaquim Gomes Filho                                      | 1963      |
| Carlos Dayrell                                           | 1964      |
| Waldyr Castro Quinta                                     | 1965      |
| Nelson Siqueira                                          | 1966      |
| Venerando de Freitas Borges / Nelson Siqueira            | 1967      |
| Waldyr Castro Quinta                                     | 1968-1971 |
| Nelson Siqueira                                          | 1972      |
| Dyonne Costa                                             | 1973-1974 |
| Waldyr Castro Quinta                                     | 1975-1977 |
| José Sebba                                               | 1978-1979 |
| Nelson Siqueira                                          | 1980-1983 |
| Nelson Siqueira / Napoleâo da Costa Ferreira             | 1984      |
| Pedro Celestino da S. Filho / Napoleão da Costa Ferreira | 1985      |
| Nelson Siqueira                                          | 1986      |
| Napoleão da Costa Ferreira                               | 1987      |
| Anísio de Souza                                          | 1988      |
| Edison Monteiro de Godoy / Antônio Magalhães             | 1989      |
| Enio Pascal                                              | 1990      |
| José Sebba                                               | 1991      |
| Frederico Jayme Filho                                    | 1992      |
| Milton Alves Ferreira                                    | 1993      |
| Enio Pascoal                                             | 1994      |
| José Sebba                                               | 1995      |
| Frederico Jayme Filho                                    | 1996      |
| Milton Alves Ferreira                                    | 1997      |
| Antônio Magalhães/Enio Pascoal                           | 1998      |
| Eurico Barbosa dos Santos                                | 1999      |
| Milton Alves Ferreira                                    | 2000      |
| Naphtali Alves de Souza                                  | 2001      |
| Henrique Antônio Santillo/Frederico Jayme Filho          | 2002      |
| Frederico Jayme Filho                                    | 2003      |
| Carlos Leopoldo Dayrell                                  | 2004-2005 |
| Sebastião Tejota                                         | 2006      |
| Edson José Ferrari                                       | 2007-2008 |
| Gerson Bulhões Ferreira                                  | 2009-2010 |
| Edson José Ferrari                                       | 2011-2012 |
| Edson José Ferrari                                       | 2013-2014 |
| Carla Cíntia Santillo                                    | 2015-2016 |
| Kennedy de Sousa Trindade                                | 2017-2018 |
| Celmar Rech                                              | 2019-2020 |
| Edson José Ferrari                                       | 2021-2022 |
| Saulo Marques Mesquita                                   | 2023-2024 |

### Conselheiros
Em 2023, são conselheiros:
- Kennedy de Sousa Trindade
- Sebastião Tejota
- Edson Ferrari
- Carla Cíntia Santillo
- Celmar Rech
- Saulo Marques Mesquita
- Helder Valin Barbosa

### Auditores
O Tribunal de Contas do Estado de Goiás é integrado ainda pelo corpo de auditores, que atua na instrução dos processos em substituição aos conselheiros, em seus afastamentos, como férias e licenças.
Em 2023, são auditores do tribunal:
- Heloísa Helena Antonácio Monteiro Godinho
- Flávio Lúcio Rodrigues da Silva
- Cláudio André Abreu Costa
- Marcos Antônio Borges
- Humberto Bosco Lustosa Barreira
- Henrique Veras

## Ministério Público Especial
O Ministério Público junto ao Tribunal de Contas do Estado é representado pela Procuradoria Geral de Contas (Constituição Estadual, arts. 7º e 8º).

### Procuradores
Em 2023, são procuradores junto ao tribunal
- Maísa de Castro Sousa Barbosa
- Eduardo Luz Gonçalves
- Fernando dos Santos Carneiro
- Silvestre Gomes dos Anjos
- Carlos Gustavo Silva Rodrigues

## Nepotismo
Em 2001, A Revista Isto é publica matéria denunciando nepotismo no Tribunal de Contas de Goiás.
No dia 11 de Setembro de 2012, foi protocolizada pelo Ministério Público Federal em atuação conjunta ao Ministério Público junto ao Tribunal de Contas de Goiás representação em face do nepotismo presente em tal Corte de Contas.
Seis dos sete conselheiros (Edson Ferrari, Carla Santillo, Gérson Bulhões, Kennedy Trindade, Sebastião Tejota, Milton Alves Ferreira) mantinham parentes em cargos em comissão.O único conselheiro que não mantinha tal prática era Celmar Rech.
 Em 2014, ou seja, a quase 2 anos desde o início do trâmite processual, a representação ainda encontra-se estacionada no TCE, tendo, inclusive, o Ministério Público junto ao Tribunal de Contas impetrado Mandado de Segurança para que haja a redistribuição do processo.